# Zenodorus semirasus
Zenodorus semirasus es una especie de araña saltarina del género Zenodorus, familia Salticidae. Fue descrita científicamente por Keyserling en 1882.
Habita en Australia (Queensland).